# Jana Milutinovic
Jana Milutinovic (* 29. September 2001 in North Adelaide) ist eine australische Beachvolleyballspielerin. Sie ist amtierende australische Meisterin im Sand. (Stand: Juli 2024)

## Karriere
Die im Vorort von Adelaide geborene Sportlerin startete ihre Karriere in der Halle bei den Norwood Bears. 2018 belegte sie mit der Juniorennationalmannschaft den zehnten Platz bei den Asienmeisterschaften der unter Neunzehnjährigen. Danach konzentrierte sie sich auf den Sport im Sand. Mit Brianna Mars erreichte sie von 2019 bis 2022 mehrere Top-Ten-Platzierungen bei nationalen Wettbewerben und 2022 den geteilten siebzehnten Rang bei den Studentenweltmeisterschaften. Mit Alisha Stevens stand sie ein Jahr zuvor im Achtelfinale der kontinentalen Meisterschaften.
Ab 2023 bildete sie mit Stefanie Fejes ein festes Duo und siegte mit ihr gleich beim ersten gemeinsamen Turnier, dem Futures in Coolangatta Beach. Nach einer weiteren Endspielteilnahme bei der heimischen Beachserie sowie der australischen Vizemeisterschaft gewannen sie die Pacific Games. 2024 kamen zwei weitere Futures Siege sowie der erste nationale Titelgewinn hinzu. Ende April trennten sich die beiden. Mit ihrer neuen Partnerin Jasmine Fleming stand die aus South Australia stammende Athletin beim Futures in Cervia in der Vorschlussrunde und bei mehreren gleichwertigen Events im Viertelfinale. Im November 2024 spielte Milutinovic wieder mit Fejes und belegte mit ihr den Bronzerang bei der Asienmeisterschaft. Nach drei Challenge Teilnahmen im gleichen Monat war die Zusammenarbeit schon wieder beendet. In der neuen Saison bildeten die Silbermedaillengewinnerin von Tokio und Milutinovic ein Beachpaar. Nach zwei Turniersiegen bei der heimatlichen Beachserie gelang dem Duo beim Challenge in Stare Jablonki sein bis zu diesem Zeitpunkt wertvollster gemeinsamer Erfolg. Nachdem sie die Qualifikation unbeschadet überstanden hatten, eliminierten sie als Pooldritte nacheinander Štochlová / Svozilová und  van Driel / Bekhuis, bevor ihnen die  US-Amerikanerinnen Donlin / Denaburg ihre Grenzen aufzeigten.